# Никола Хаџи Николић (музичар)
Никола Хаџи Николић (Београд, 12. фебруар 1974) српски је рок музичар.

## Каријера
Музиком је почео да се бави средином деведесетих година. Један од оних који су му на почетку своје музичке каријере помагали и делили му савете био је Душан Прелевић где Никола и званично почиње да се бави музиком на албуму „Ја, Преле“.
Године 1996. са групом музичара оснива свој први бенд „357” чији је и фронтмен и исте године снима свој први албум „Pianissimo”. Истоимени бенд га и прославља и са њим наставља успешан рад све до 2010. године када одлучује да угаси бенд и повуче се са сцене. То није трајало дуго 2011. са бендом се враћа и одржава концерте у свим градовима Србије и Републике Српске па и у Москви. Аутор је 10 музичких албума и више од 100 песама од којих су најпознатије звездине Песме Са Севера.

## Дискографија
- Pianissimo (1997)
- Домаћи задатак (1999)
- III (2001)
- Из газда Жикине кухиње (2002)
- Песме са Севера (2002)
- Made in Serbia (уживо албум) (2005)
- Најбоље од 357 (2007)
- Магични квадрат (Qrčenje) (2007)
- Најтраженији (2009)
- Бакља (2017)

Две нове студијске песме (2012) A Song For The Еnd Of The World, (постоје и верзије на српском и руском језику) и обрада песме „Ноћас ми срце пати“ Силване Арменулић.